# Kanton Villeneuve-d'Ascq
Kanton Villeneuve-d'Ascq (Frans: Canton de Villeneuve-d'Ascq) is een kanton van het Franse Noorderdepartement. Het kanton maakt deel uit van het arrondissement Rijsel en bestaat uit 5 gemeenten. In 2015 is dit kanton nieuw gevormd uit de voormalige kantons Villeneuve-d'Ascq-Nord (1 gemeente; gedeeltelijk), Villeneuve-d'Ascq-Sud (1 gemeente; gedeeltelijk) en Lannoy (4 gemeenten).

## Gemeenten
Het kanton Villeneuve-d'Ascq omvat de volgende gemeenten:
- Forest-sur-Marque
- Sailly-lez-Lannoy
- Toufflers
- Villeneuve-d'Ascq (hoofdplaats)
- Willems